# Tulipa systola
Tulipa systola är en liljeväxtart som beskrevs av Otto Stapf. Tulipa systola ingår i släktet tulpaner, och familjen liljeväxter. Inga underarter finns listade.

## Bildgalleri

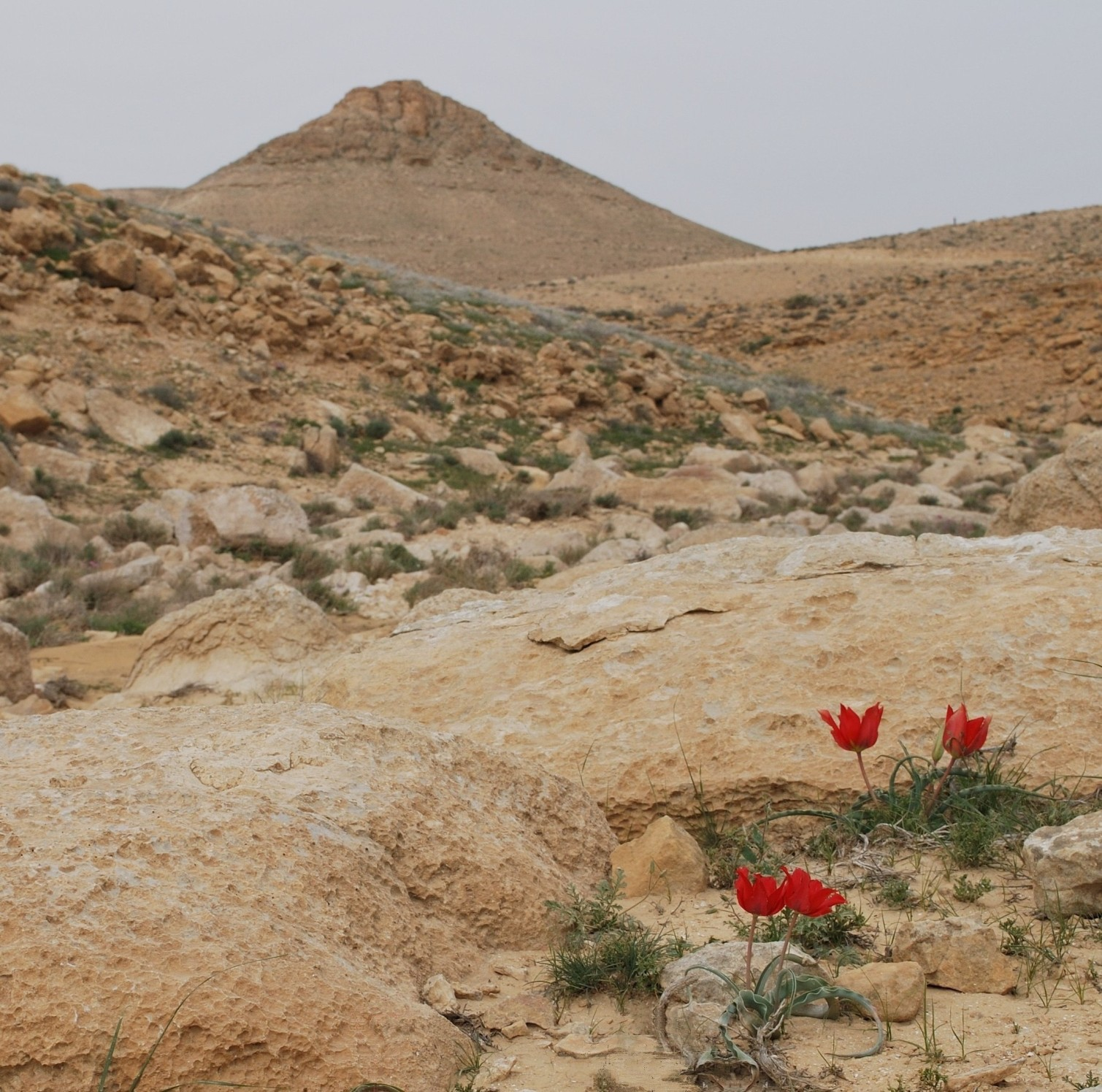
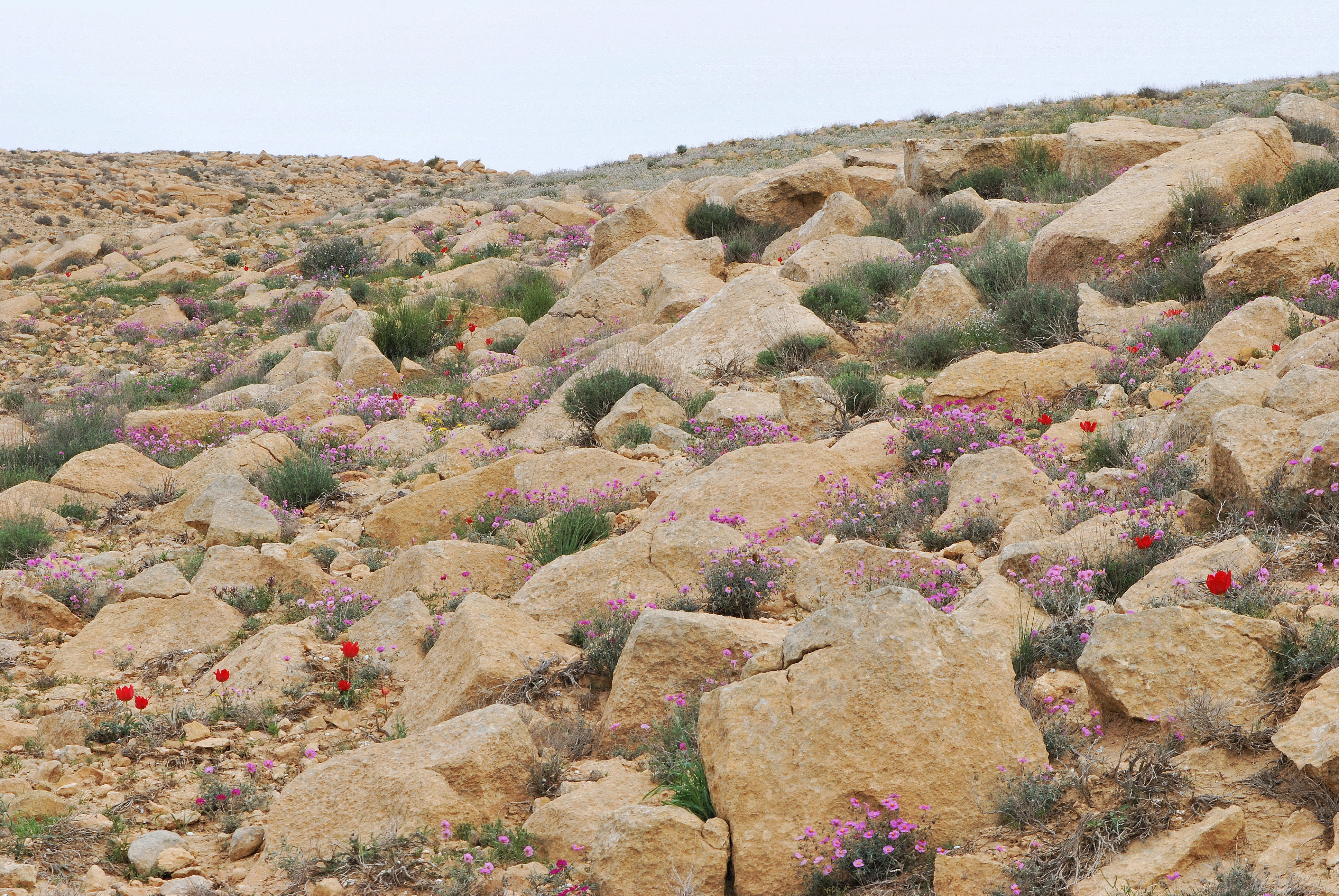
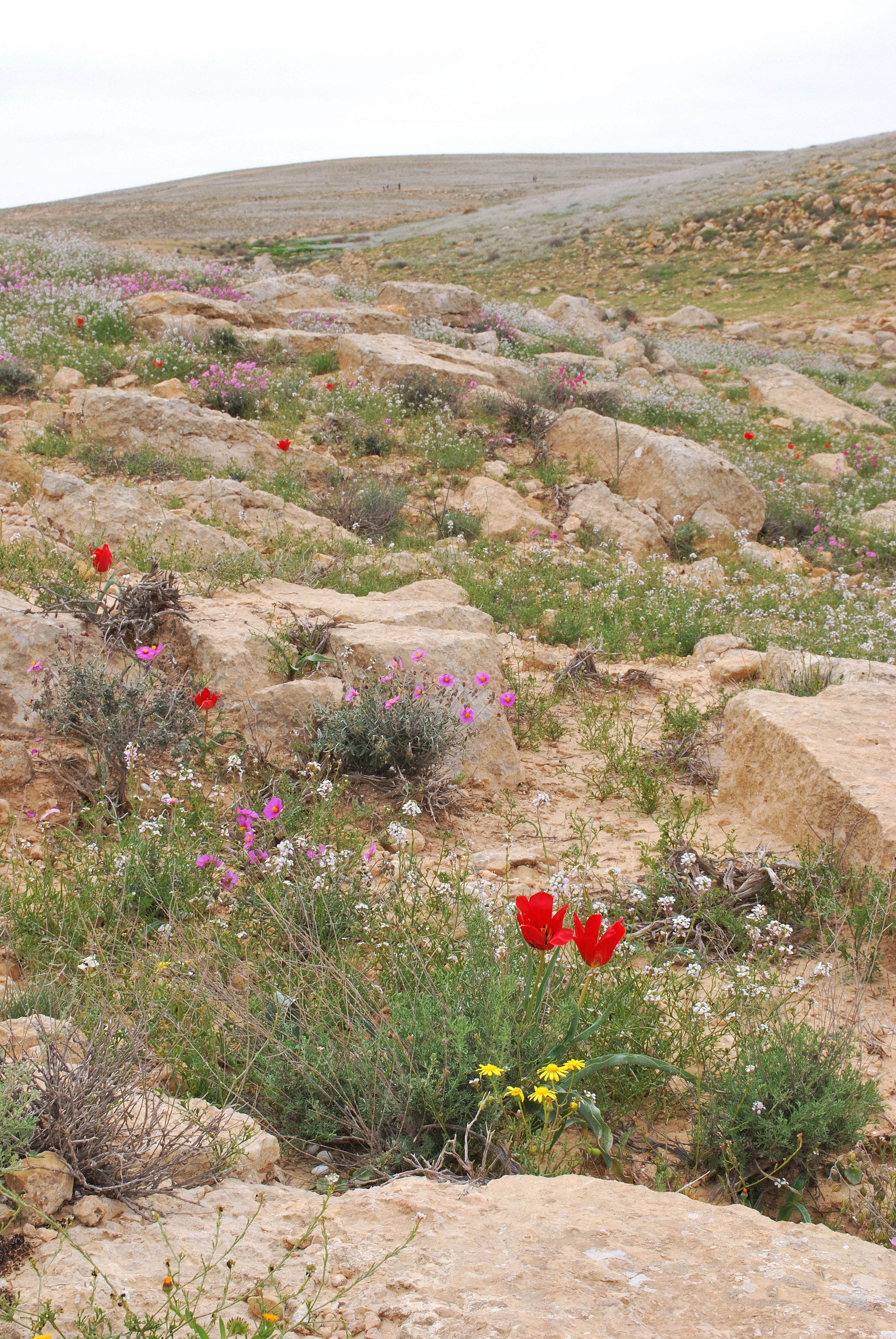
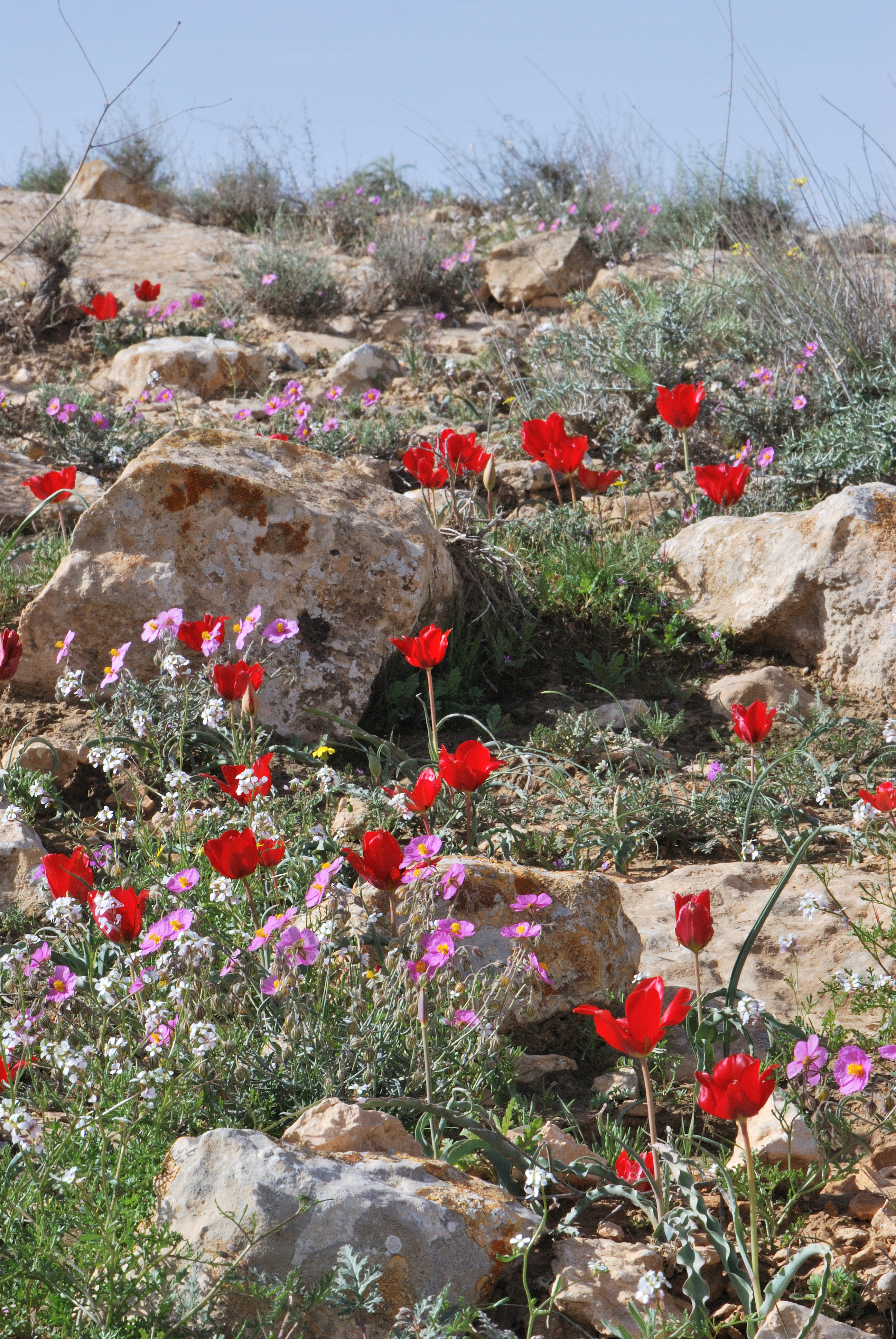
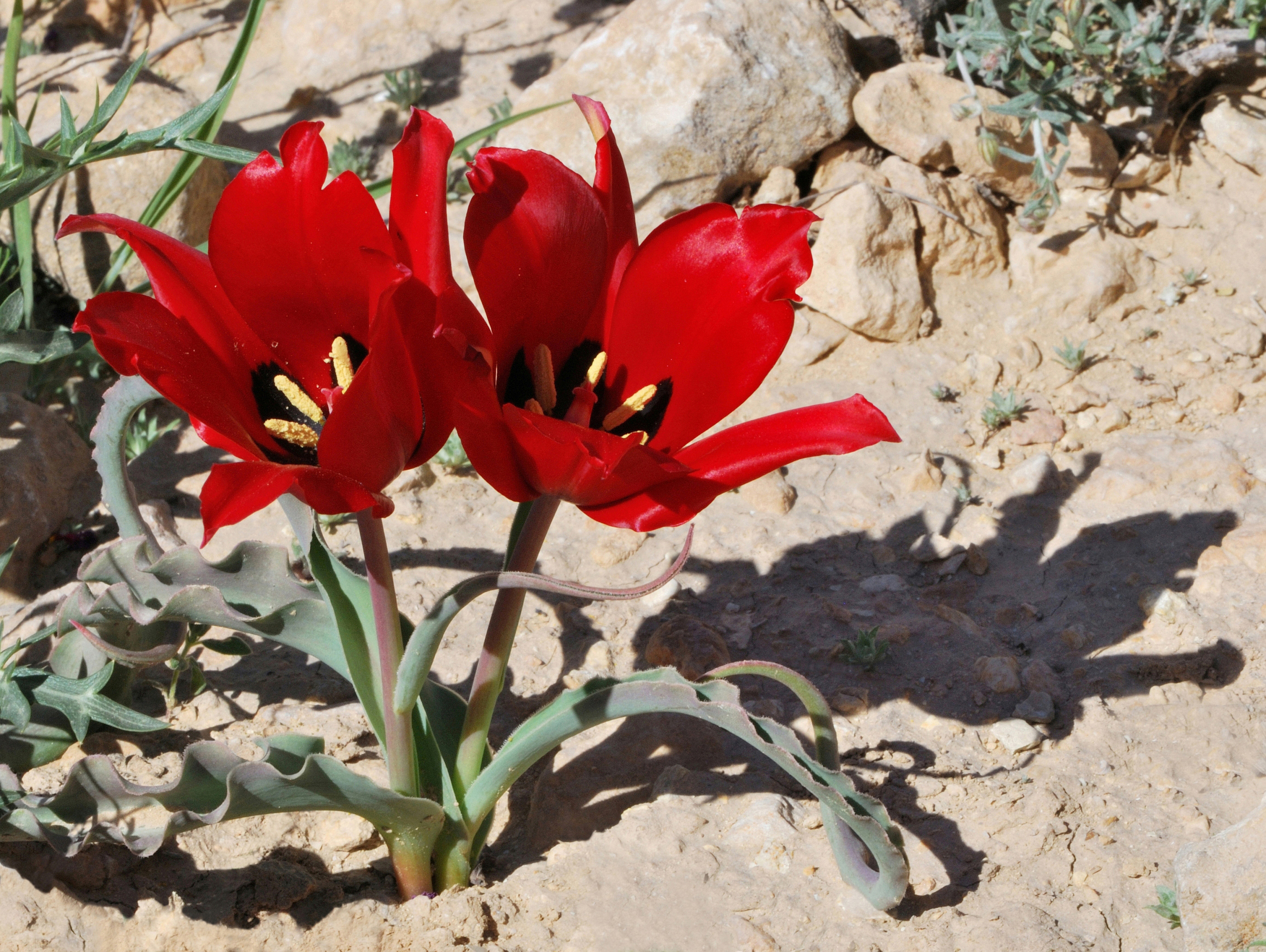
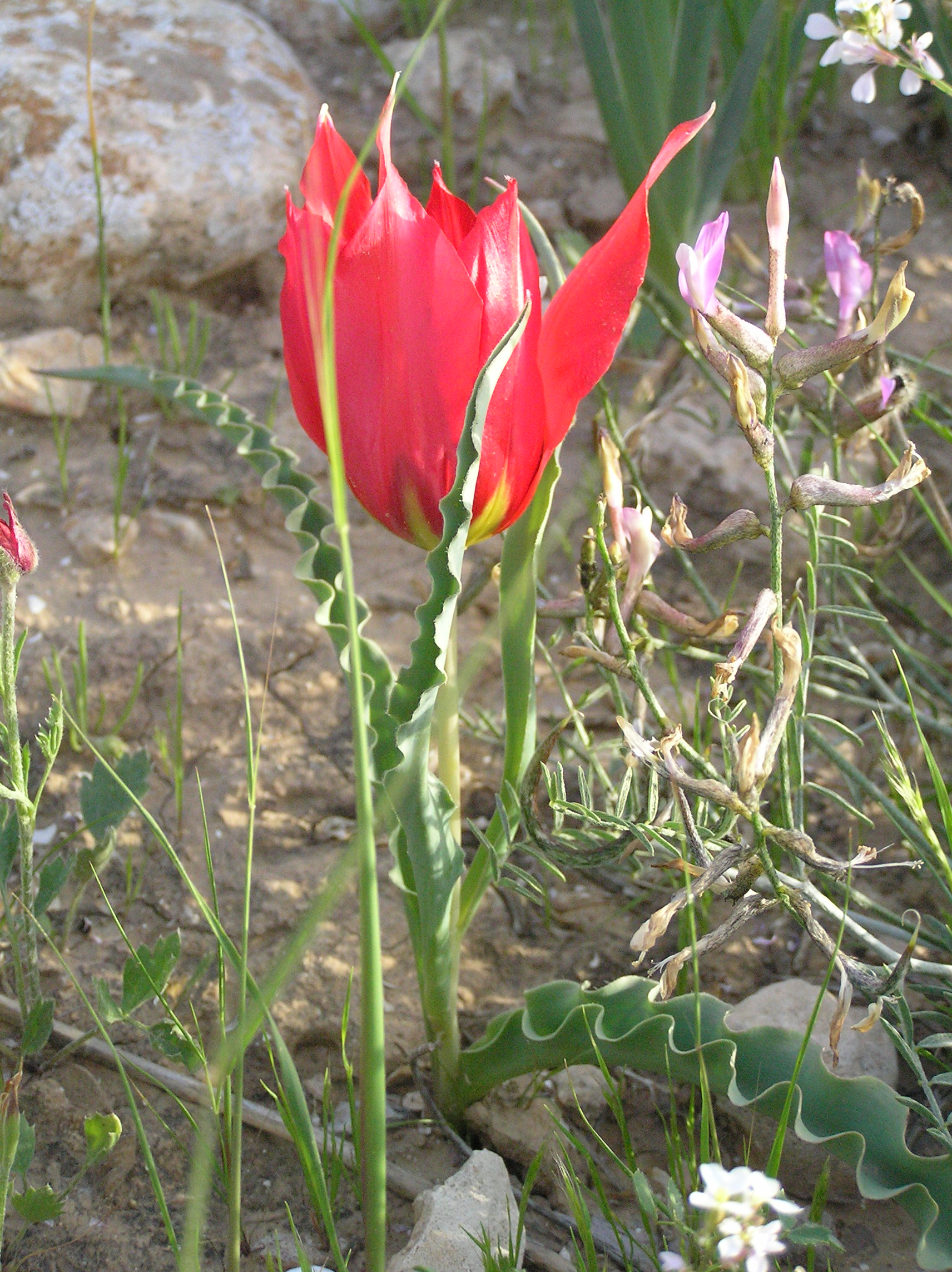